# Épipactis à feuilles de Vératre
Epipactis veratrifolia
Espèce
Classification phylogénétique
Statut de conservation UICN

 LC  : Préoccupation mineure
Statut CITES
L’Épipactis à feuilles de Vératre, Epipactis veratrifolia, est une espèce de plantes à fleurs de la famille des Orchidaceae (les orchidées). C'est une plante herbacée vivace d'origine asiatique.
Dans les zones humides bien exposées lui convenant le mieux, elle peut atteindre un mètre de haut, mais est généralement plus petite.
Elle est ainsi nommée en raison du fait que sa feuille évoque celle des vératres (herbacées vivaces de la famille des Melanthiaceae (autrefois classées parmi les Liliaceae).

## Description
La plante vigoureuse et dressée mesure jusqu'à 1 m de haut et produit de grandes fleurs, de 2 à 3 cm.
Elle est flexueuse, densément feuillue, à feuilles alternes, ovales-lancéolées, aiguës, selon les régions elle fleurit en hiver, au printemps et en été.

## Synonymes
- Limodorum veratrifolium (Boiss. & Hohen.) Kuntze
- Arthrochilium veratrifolium (Boiss. & Hohen.) Szlach.
- Epipactis amoena Buch.-Ham. ex Wall.
- Epipactis consimilis Wall. ex Hook.f.
- Epipactis somaliensis Rolfe
- Epipactis abyssinica Pax
- Serapias somaliensis (Rolfe) A.A.Eaton
- Helleborine consimilis Druce
- Helleborine somaliensis (Rolfe) Druce
- Amesia somaliensis (Rolfe) A.Nelson & J.F.Macbr.
- Epipactis handelii Schltr.
- Epipactis wallichii Schltr.
- Arthrochilium handelii (Schltr.) Szlach.

## Biologie
Une équipe allemande a publié en 2010 une étude montrant que les pollinisateurs de cette espèce sont tous des syrphes dont les larves mangent des pucerons et les adultes du pollen ou nectar, et que pour les attirer et se faire féconder, l'orchidée diffuse dans l'air un coktail parfumé correspondant aux trois hormones de stress (a- et b-pinène, b-myrcène et b-phellandrène) libérées par les pucerons quand ils sont attaqués. Selon les données disponibles (en 2010) ces hormones sont celles qui sont émises par les pucerons de l'espèce Megoura viciae qui sont les proies préférées des larves de syrphes Episyrphus balteatus 
5 espèces de syrphes au moins sont ainsi leurrés par l'orchidée. Ils viennent y pondre leurs œufs (dans la fleur même). Les syrphes adultes sont remerciés par un peu de nectar et la plante les utilise comme transporteur de pollen d'un épipactis à l'autre. Il semble que ces syrphes soient aussi leurrés par de petites verrues sombres qui évoquent la forme des pucerons.
La symbiose - si c'en est une - ne semble pas équilibrée, car les larves de syrphes qui écloront mourront faute de pucerons (le « signal de danger » émis par la fleur repousse les pucerons).

Une hypothèse est que ces molécules volatiles aient été sélectionnées comme système de défense contre les pucerons, et qu'ensuite, l'orchidée en ait doublement bénéficié par l'effet de la pollinisation.
On pourrait penser que cette stratégie est un cul-de-sac évolutif, car l'orchidée ne fournit qu'une petite quantité de nectar, à la différence de ses cousines Epipactis helleborine et Epipactis  purpurata, qui attirent également des insectes en imitant leur proie, mais qui les récompensent en leur fournissant de grandes quantités de nectar. Néanmoins, si l'orchidée se développe abondamment, elle fait régresser les syrphes, est donc moins pollinisée, ce qui diminue ses populations jusqu'à ce que les populations de syrphes se reconstituent, etc..

## Habitat et répartition
Cette espèce est quasiment absente d'Europe (on la trouve cependant à Chypre en populations localement abondantes).
C'est une orchidée qui vit jusqu'à 2 000 m d'altitude, dans l'ouest de l'Asie jusqu'en Anatolie (sud-Turquie) et en Éthiopie, Somalie, Chypre, Turquie, Israël, Jordanie, Syrie, Liban, Oman, Arabie saoudite, Yémen, Irak, Iran, Afghanistan, Chine, Assam, Himalaya, Inde, Népal, Himalaya occidental, Bhoutan, Pakistan et Myanmar.
On la trouve sur les berges, dans les fonds de ravins et sur des micro-zones humides, sur certaines falaises autour d'infiltrations ou résurgences d'eau.

## Vulnérabilité
Elle est menacée par le recul des zones humides, la captation des sources et la destruction de ses habitats.

### AutresEpipactis
- groupe d’Epipactis atrorubens : 4 sous-espèces
- groupe d’Epipactis helleborine : 23 sous-espèces
- groupe d’Epipactis phyllanthes : 7 sous-espèces
- Epipactis microphylla
- Epipactis muelleri
- Epipactis palustris
- Epipactis purpurata